# Hjartøyna
Hjartøyna est une île dans le landskap Sunnhordland du comté de Vestland. Elle appartient administrativement à Øygarden.

## Géographie
Rocheuse et désertique, à l'exception dune légère végétation, elle s'étend sur environ 929 m de longueur pour une largeur approximative de 685 m. 